# Fußball-Weltmeisterschaft 1954/Südkorea
Dieser Artikel behandelt die südkoreanische Fußballnationalmannschaft bei der Fußball-Weltmeisterschaft 1954.

## Qualifikation
| Japan | - | Südkorea | 1:5 |
| Japan | - | Südkorea | 2:2 |

## Südkoreanisches Aufgebot
| Nummer / Name | Nummer / Name   | Damaliger Verein | Geburtstag | Länderspiele |
| Torhüter      | Torhüter        | Torhüter         | Torhüter   | Torhüter     |
| ------------- | --------------- | ---------------- | ---------- | ------------ |
| 1             | Hong Deok-young | Seoul Army Club  | 05.05.1921 |              |
| 12            | Ham Heung-chul  | Seoul Army Club  | 17.11.1930 |              |
| Abwehr        |                 |                  |            |              |
| 2             | Park Kyu-chung  | Seoul Army Club  | 12.06.1924 |              |
| 3             | Park Jae-seung  | Seoul Army Club  | 01.04.1923 |              |
| 6             | Min Byung-dae   | Anyang Cheetahs  | 20.02.1918 |              |
| 13            | Lee Chong-kap   | Wonjoo           | 18.03.1918 |              |
| 14            | Han Chang-wha   | Seoul Army Club  | 03.11.1922 |              |
| Mittelfeld    |                 |                  |            |              |
| 4             | Kang Chang-gi   | Seoul Army Club  | 28.08.1928 |              |
| 5             | Lee Sang-yi     | Seoul Army Club  | 1922       |              |
| 11            | Chung Nam-sik   | Seoul Army Club  | 16.02.1917 |              |
| 15            | Kim Ji-sung     | Seoul Army Club  | 1925       |              |
| 16            | Chu Yung-kwang  | Seoul Army Club  | 1926       |              |
| Angriff       |                 |                  |            |              |
| 7             | Lee Soo-nam     | Seoul Army Club  | 02.02.1927 |              |
| 8             | Choi Chung-min  | Seoul Army Club  | 1925       |              |
| 9             | Woo Sang-kwon   | Seoul Army Club  | 1927       |              |
| 10            | Sung Nak-woon   | Seoul Army Club  | 1927       |              |
| 17            | Park Il-kap     | Seoul Army Club  | 21.03.1926 |              |
| 18            | Choi Yung-keun  | Seoul Army Club  | 08.02.1923 |              |
| 19            | Lee Ki-joo      | Seoul Army Club  | 12.11.1926 |              |
| 20            | Chung Kook-chin | Seoul Army Club  | 02.01.1917 |              |
| Trainer       |                 |                  |            |              |
|               | Kim Yong-sik    |                  | 25.07.1910 |              |

## Spiele der südkoreanischen Mannschaft

### Vorrunde
- Ungarn –  Südkorea 9:0 (4:0)

Stadion: Hardturm (Zürich)
Zuschauer: 18.000
Schiedsrichter: Vincenti (Frankreich)
Tore: 1:0 Puskás (12.), 2:0 Lantos (18.), 3:0 Kocsis (24.), 4:0 Kocsis (36.), 5:0 Kocsis (50.), 6:0 Czibor (59.), 7:0 Palotás (75.), 8:0 Palotás (83.), 9:0 Puskás (89.)
- Türkei –  Südkorea 7:0 (4:0)

Stadion: Stade des Charmilles (Genf)
Zuschauer: 3.000
Schiedsrichter: Marino (Uruguay)
Tore: 1:0 Suat (10.), 2:0 Lefter (24.), 3:0 Suat (30.), 4:0 Burhan (37.), 5:0 Burhan (64.), 6:0 Burhan (70.), 7:0 Erol (76.)
In der Gruppe II starteten die favorisierten Ungarn mit einem 9:0-Kantersieg gegen den mutmaßlichen Punktelieferanten Südkorea. Deutschland hatte in seinem ersten Spiel die gesetzten Türken als Gegner. Obwohl die Herberger-Elf nach drei Minuten in Rückstand geriet, ließen sich die Akteure um Spielmacher Fritz Walter nicht von ihrem Weg abbringen. Schäfer glich bereits nach einer knappen Viertelstunde aus. Trotz eindeutiger Überlegenheit dauerte es bis zur 50. Minute, ehe Klodt das 2:1 besorgte. Danach stellten Ottmar Walter und Max Morlock noch das standesgemäße Endergebnis von 4:1 her. Gegen die Ungarn im Folgespiel stellte Sepp Herberger ein besseres Reserveteam auf und überraschte damit Freund, Feind und Fachleute. Gegen die furios zaubernden Magyaren gab es ein legendäres 3:8. Da die Türkei Südkorea 7:0 überfahren hatte, mussten die Deutschen ein zweites Mal gegen die Männer vom Bosporus antreten. Wieder mit der vermeintlich besten Aufstellung angetreten, wurde auch die zweite Auseinandersetzung zwischen den beiden Kontrahenten ein Siegeszug für die Deutschen. 7:2 hieß das eindeutige Endergebnis, wobei Max Morlock mit drei Treffern besonders auffiel.